# Šajda
Šajda (nemško Zell-Schaida) je naselje v Občini Sele v Okraju Celovec-dežela na Koroškem v Avstriji.